# Помєщиков Євген Михайлович
Помєщиков Євген Михайлович — радянський російський кінодраматург і педагог. Лауреат Державної премії СРСР (1941, 1948, 1949) за фільми: «Трактористи», «Кубанські козаки», «Багата наречена». Нагороджений орденом Трудового Червоного Прапора.

## Біографічні відомості
Народився 19 травня 1908 р. у м. Юзівка (нині м. Донецьк) на Донбасі в родині службовця. Закінчив літературно-лінгвістичний факультет Одеського інституту народної освіти (1925). Ще студентом знімався в масовках на кінофабриці Всеукраїнського фотокіноуправління, відвідував лекції на вечірньому відділенні акторського факультету Одеського кінотехнікуму. Пройшов заочний курс сценарного навчання при Московському Товаристві Друзів Радянського Кіно (ОДСК, 1931).
Закінчив сценарний факультет Державного інституту кінематографії (1936). Працював редактором сценарного відділу Одеської, Київської кіностудій, начальником Головного Управління по виробництву художніх фільмів, головним редактором Сценарної студії в Москві.
Автор сценарію фільму «Приборкувачка тигрів» (1954, у співавт. з К. Мінцем).
Автор сценаріїв українських фільмів: «Багата наречена» (1938), «Трактористи» (1939), «Українські мелодії» (1945, у співавт. з Л. Дмитерком), «Центр нападу» (1946, у співавт. з Б. Ласкіним), «Щедре літо» (1950, у співавт. з М. Далеким), «Зірки на крилах» (1955, у співавт. з В. Безаєвим), «Небо кличе» (1959, у співавт. з О. Сазоновим i М. Карюковим), «Чорноморочка» (1959), «Врятуйте наші душі» (1960), «Сувора гра» (1964).
Був членом Спілки кінематографістів СРСР.
Помер 22 листопада 1979 р. в Москві.